# Megan Follows
Megan Elizabeth Follows (nascida em 14 março de 1968) é uma atriz canadense.

## Filmografia
| Ano  | Nome                      | Personagens         | Notas          |
| ---- | ------------------------- | ------------------- | -------------- |
| 1980 | Clare's Wish              |                     | Curta-metragem |
| 1981 | The Olden Days Coat       | Sal                 | Curta-metragem |
| 1982 | Jen's Place               | Jennifer            |                |
| 1983 | Boys and Girls            | Margaret            | Curta-metragem |
| 1985 | Silver Bullet             | Jane Coslaw         |                |
| 1988 | Time of Destiny           | Irene               |                |
| 1989 | Exposed                   |                     | Curta-metragem |
| 1989 | Termini Station           | Micheline Dushane   |                |
| 1990 | Deep Sleep                | Shelley             |                |
| 1990 | Nutcracker Prince         | Clara (Voz)         |                |
| 1993 | When Pigs Fly             | Kathleen            |                |
| 1998 | Reluctant Angel           | Lisa / Cheryl       |                |
| 2002 | Someone Was Watching      | Kate                | Video          |
| 2003 | Foreign Affair            | Lena                |                |
| 2004 | Christmas Child           | Meg Davenport       |                |
| 2007 | Breakfast with Scot       | Barbara Warren      |                |
| 2010 | Pooka                     | Rosey               | Curta-metragem |
| 2011 | I Am Number Four (filme)  | Supermarket Cashier |                |
| 2012 | Where Are the Dolls       | Elizabeth           | Curta-metragem |
| 2012 | Flight of the Butterflies | Narradora           |                |
| 2013 | Bar None                  | Tess Lavoir         |                |
| 2014 | Hard Drive                | Barbara             | Curta-metragem |

### Televisão
| Ano       | Nome                                                            | Personagens                           | Notas                                              |
| --------- | --------------------------------------------------------------- | ------------------------------------- | -------------------------------------------------- |
| 1978-1979 | Gift To Lat                                                     |                                       | Série de TV                                        |
| 1979-1980 | Matt and Jenny                                                  | Jenny Tanner                          | Série de TV                                        |
| 1980      | The Mating Season                                               | Laura McLain                          | Filme de TV                                        |
| 1980-1981 | Baxters                                                         | Lucy Baxter                           | Série de TV                                        |
| 1981      | Littlest Hobo                                                   | Rose                                  | Episódio: "Hidden Room"                            |
| 1982      | Littlest Hobo                                                   | Marti Kendall                         | Episódio: "The Spirit of Thunder Rock: Partes 1-3" |
| 1982      | The Facts of Life                                               | Terry Largo                           | Episódio: "Jo's Cousin"                            |
| 1982      | Hangin' In                                                      | Cassie                                |                                                    |
| 1984      | Domestic Life                                                   | Didi Crane                            | 10 Episódios                                       |
| 1984      | Hockey Night                                                    | Cathy Yarrow                          | Filme de Televisão                                 |
| 1985      | Anne of Green Gables                                            | Anne Shirley                          | Filme de Televisão                                 |
| 1986      | Shattered If Your Kid's on Drugs                                | Kim Wilson                            | Filme de Televisão                                 |
| 1986      | Sin of Innocence                                                | Jenny Colleran                        | Filme de Televisão                                 |
| 1986      | Comedy Factory                                                  | Tina Jackson                          | Episódio: "The Faculty"                            |
| 1987      | American Playhouse                                              | Anna Mae Morgan                       | Episódio: "Stacking"                               |
| 1987      | Anne of Avonlea                                                 | Anne Shirley                          | Filme de Televisão                                 |
| 1987      | ABC Afterschool Special                                         | Dana Sherman                          | Episódio: "Seasonal Differences"                   |
| 1988      | Inherit the Wind (1998                                          | Rachel Brown                          | Filme de Televisão                                 |
| 1989      | Champagne Charlie                                               | Louise Heidsick                       | Filme de Televisão                                 |
| 1989      | Ray Bradbury Theater                                            | Aimee                                 | Episódio: "The Dwarf"                              |
| 1990      | Back to Hannibal: The Return of Tom Sawyer and Huckleberry Finn | Becky                                 | Filme de Televisão                                 |
| 1991      | Chase                                                           | Gloria Whipple                        | Filme de Televisão                                 |
| 1991      | Cry in the Wild: The Taking of Peggy Ann                        | Peggy Ann Bradnick                    | Filme de Televisão                                 |
| 1993      | Romeo & Juliet                                                  | Juliet                                | Filme de Televisão                                 |
| 1993      | Hidden Room                                                     | Deanna Matthews                       | Episódio: "Happily Ever After"                     |
| 1993-1994 | Second Chances                                                  | Kate Benedict                         | 6 Episódios                                        |
| 1995      | The Outer Limits                                                | Karen Ross                            | Episódio: "The Choice"                             |
| 1995      | Murder, She Wrote                                               | Lila Nolan                            | Episódio: "Home Care"                              |
| 1986      | Under the Piano                                                 | Rosetta Basilio                       | Filme de Televisão                                 |
| 1997      | Major Crime                                                     | Joanie Wells                          | Filme de Televisão                                 |
| 1999      | Big Wolf on Campus                                              | Violet Thorne                         | Episódio: "Interview with a Werewolf"              |
| 2000      | Anne of Green Gables: The Continuing Story                      | Anne Shirley Blythe                   | Série de TV                                        |
| 2000      | Law & Order                                                     | Megan Parnell                         | Episódio: "Endurance"                              |
| 2000      | Made in Canada                                                  | Adele of Beaver Creek / Mandy Forward | Episódio: "Beaver Creek - The Movie"               |
| 2000      | The Fugitive (série de TV)                                      | Paula Bennett                         | Episódio: "Miles to Go"                            |
| 2000      | Family Law                                                      | Nancy Quinn                           | Episódio: "Generations"                            |
| 2001      | ER (série)                                                      | Christy Larkin                        | Episódio: "A Walk in the Woods"                    |
| 2001      | X-Files                                                         | Kath McCready                         | Episódio: "Per Manum"                              |
| 2001      | Division                                                        | Science Teacher                       | Episódio: "Hero"                                   |
| 2001      | Mentors                                                         | Annie Oakley                          | Episódio: "Anything You Can Do"                    |
| 2002      | That's Life                                                     | Stella                                | Episódio: "Gutterball"                             |
| 2002      | Stork Derby                                                     | Kate Harrington                       | Filme de Tv                                        |
| 2002      | Strong Medicine                                                 | Dana's Doctor                         | 3 Episódios                                        |
| 2002      | Live to Air                                                     | Narradora                             | Filme de Tv                                        |
| 2003      | Threat Matrix                                                   | Denise                                | Episódio: "Veteran's Day"                          |
| 2004      | CSI: Crime Scene Investigation                                  | Beth Darian                           | Episódio: "Bad to the Bone"                        |
| 2004      | Plainsong                                                       | Ella Guthrie                          | Filme de Tv                                        |
| 2004      | What Katy Did                                                   | Cousin Helen                          | Filme de Tv                                        |
| 2004      | Open Heart                                                      | Sherry Cardinal                       | Filme de Tv                                        |
| 2005      | CSI: Miami                                                      | Chloe Grand                           | Episódio: "Whacked"                                |
| 2005      | Robson Arms                                                     | Janice Keneally                       | 4 Episódios                                        |
| 2005      | Shania: A Life in Eight Albums                                  | Sharon Twain                          | Filme de Tv                                        |
| 2005      | Cold Case                                                       | Maura                                 | Episódio: "A Perfect Day"                          |
| 2006      | Crossing Jordan                                                 | Beth                                  | Episódio: "Code of Ethics"                         |
| 2006      | Booky Makes Her Mark                                            | Francie Thomson                       | Filme de Tv                                        |
| 2006      | Great Polar Bear Adventure}}                                    | Narradora / Cassie (Voz)              | Filme de Tv                                        |
| 2007      | Royal Canadian Air Farce                                        |                                       | Episódio: "15.9"                                   |
| 2007      | Booky and the Secret Santa                                      | Francie Thomson                       | Filme de Tv                                        |
| 2008      | The Border                                                      | Moira Davis                           | Episódio: "Good Intentions"                        |
| 2009      | Booky's Crush                                                   | Francie Thomson                       | Filme de Tv                                        |
| 2009      | Lie to Me                                                       | Lorraine Burch                        | Episódio: "Do No Harm"                             |
| 2009      | Brothers & Sisters                                              | Maggie Stephens                       | Episódio: "Missing"                                |
| 2009      | Raising the Bar                                                 | Reanne Chrisman                       | Episódio: "No Child's Left Behind"                 |
| 2009      | Heartland (série de TV)                                         | Lily Borden                           | Episódio: "The Starting Gate" Episode: "The Fix"   |
| 2011      | House MD                                                        | Jennifer Williams                     | Episódio: "Changes"                                |
| 2012      | Heartland                                                       | Lily Borden                           | Episódio:"Fool's Gold"                             |
| 2012      | Hollywood Heights                                               | Beth                                  |                                                    |
| 2012      | World Without End                                               | Maud                                  | Minissérie                                         |
| 2012      | Longmire                                                        | Alice Stewart                         | Episódio: "A Damn Shame"                           |
| 2013      | Reign                                                           | Catherine de' Medici                  | Série                                              |

### Ligações Externas
- Megan Follows. no IMDb.
- Megan Follows UK
- 2005 CBC profile of Megan Follows